# Vlag van Losser

Vlag van de gemeente Losser

De vlag van Losser is op 25 juni 1970 vastgesteld als de gemeentelijke vlag van de Overijsselse gemeente Losser. De vlag werd ingevoerd ter gelegenheid van de opening van het nieuwe gemeentehuis. 

## Beschrijving
De vlag bestaat uit 5 banen van achtereenvolgens wit, rood, wit, rood en wit in de verhouding 1:2:4:2:1, de rode baan aan beide zijden over een afstand van 1/12 onderbroken en in het midden tot een halve, elkaar rakende cirkels uitgebogen.

## Symboliek
Het is een ontwerp van T. G. Verlaan uit Zwolle, de architect van het gemeentehuis. Hij liet hetzelfde symbool terugkeren op het sierplein van het gemeentehuis. Het rood en wit zijn de Saksische kleuren om de ligging van de gemeente midden in het "oud Saksische land" te benadrukken. De symboliek draagt het Saksische "Horsa en Hengest" uit, zoals deze nog voorkomen als twee paardenkoppen op de gevels van oude boerderijen.
Almelo 
· Borne 
· Dalfsen 
· Deventer 
· Dinkelland 
· Enschede 
· Haaksbergen 
· Hardenberg 
· Hellendoorn 
· Hengelo 
· Hof van Twente 
· Kampen 
· Losser 
· Oldenzaal 
· Olst-Wijhe 
· Ommen 
· Raalte 
· Rijssen-Holten 
· Staphorst 
· Steenwijkerland 
· Tubbergen 
· Twenterand 
· Wierden 
· Zwartewaterland 
· Zwolle